# العلاقات التشيكية السويدية
العلاقات التشيكية السويدية هي العلاقات الثنائية التي تجمع بين التشيك والسويد.

## مقارنة بين البلدين
هذه مقارنة عامة ومرجعية للدولتين:
| وجه المقارنة                                              | التشيك                                                                            | السويد                                                                               |
| --------------------------------------------------------- | --------------------------------------------------------------------------------- | ------------------------------------------------------------------------------------ |
| المساحة (كم2)                                             | 78.87 ألف                                                                         | 450.30 ألف                                                                           |
| عدد السكان (نسمة)                                         | 10.52 مليون                                                                       | 10.16 مليون                                                                          |
| الكثافة السكانية (ن./كم²)                                 | 133.38                                                                            | 22.56                                                                                |
| العاصمة                                                   | براغ                                                                              | ستوكهولم                                                                             |
| اللغة الرسمية                                             | اللغة التشيكية                                                                    | اللغة السويدية، لغات السامي، اللغة الفنلندية، منكيلي، اللغة الرومنية، اللغة اليديشية |
| العملة                                                    | كرونة تشيكية، كرونة تشيكوسلوفاكية                                                 | كرونة سويدية                                                                         |
| الناتج المحلي الإجمالي (بليون دولار)                      | 215.73 مليار                                                                      | 538.04 مليار                                                                         |
| الناتج المحلي الإجمالي (تعادل القوة الشرائية) بليون دولار | 356.15 مليار                                                                      | 469.01 مليار                                                                         |
| الناتج المحلي الإجمالي الاسمي للفرد دولار أمريكي          | 17.55 ألف                                                                         | 50.58 ألف                                                                            |
| الناتج المحلي الإجمالي للفرد دولار أمريكي                 | 31.19 ألف                                                                         | 45.30 ألف                                                                            |
| مؤشر التنمية البشرية                                      | 0.878                                                                             | 0.907                                                                                |
| رمز المكالمات الدولي                                      | +420                                                                              | +46                                                                                  |
| رمز الإنترنت                                              | .cz                                                                               | .se                                                                                  |
| المنطقة الزمنية                                           | ت ع م+01:00، ت ع م+02:00، توقيت وسط أوروبا، توقيت وسط أوروبا الصيفي، أوروبا/براغ ‏ | توقيت وسط أوروبا، ت ع م+01:00، ت ع م+02:00، أوروبا/ستوكهولم ‏                         |

## مدن متوأمة
في ما يلي قائمة باتفاقيات التوأمة بين مدن تشيكية وسويدية:
- ترتبط تشيسكي بوديوفيتسه مع Västerås Municipality [الإنجليزية]‏ باتفاقية توأمة منذ 1979.
- ترتبط باردوبيتسه مع Skellefteå Municipality [الإنجليزية]‏ باتفاقية توأمة منذ 2013.[13][14][15][16]
- ترتبط Velké Meziříčí [الإنجليزية]‏ مع بلدية فانسبرو باتفاقية توأمة.
- ترتبط كارلوفي فاري مع Varberg Municipality [الإنجليزية]‏ باتفاقية توأمة منذ 1998.[17][18][19][20]
- ترتبط سوشيتسا مع Oxelösund [الإنجليزية]‏ باتفاقية توأمة.
- ترتبط Turnov [الإنجليزية]‏ مع Alvesta Municipality [الإنجليزية]‏ باتفاقية توأمة.
- ترتبط شترنبرك [الإنجليزية]‏ مع كونغسباكا [الإنجليزية]‏ باتفاقية توأمة.

## منظمات دولية مشتركة
يشترك البلدان في عضوية مجموعة من المنظمات الدولية، منها:
| علم المنظمة | اسم المنظمة                               | تاريخ انضمام التشيك | تاريخ انضمام السويد |
| ----------- | ----------------------------------------- | ------------------- | ------------------- |
|             | المنظمة الأوروبية لسلامة الملاحة الجوية   | 1996                | 1995                |
|             | المرصد الأوروبي الجنوبي                   | 2007                | 1962                |
|             | منظمة الشرطة الجنائية الدولية             | ?                   | ?                   |
|             | الاتحاد البريدي العالمي                   | ?                   | ?                   |
|             | مركز تنسيق الحركة في أوروبا ‏              | ?                   | ?                   |
|             | منظمة التجارة العالمية                    | ?                   | 1995                |
|             | منظمة التعاون الاقتصادي والتنمية          | ?                   | ?                   |
|             | الفريق المعني برصد الأرض                  | ?                   | ?                   |
|             | مجموعة الموردين النوويين                  | ?                   | ?                   |
|             | مؤسسة التنمية الدولية                     | 1993                | 24 سبتمبر 1960      |
|             | اتفاقية السماوات المفتوحة                 | ?                   | ?                   |
|             | منظمة الأمن والتعاون في أوروبا            | 1993                | 25 يونيو 1973       |
|             | الوكالة الدولية للطاقة                    | ?                   | ?                   |
|             | مجلس أوروبا                               | ?                   | ?                   |
|             | مؤسسة التمويل الدولية                     | 1993                | 20 يوليو 1956       |
|             | منظمة حظر الأسلحة الكيميائية              | ?                   | ?                   |
|             | الأمم المتحدة                             | 19 يناير 1993       | 19 نوفمبر 1946      |
|             | الاتحاد الدولي للاتصالات                  | 1993                | 1866                |
|             | الاتحاد الأوروبي                          | 1 مايو 2004         | 1995                |
|             | البنك الدولي للإنشاء والتعمير             | 1993                | 31 أغسطس 1951       |
|             | مجموعة أستراليا                           | 1994                | 1991                |
|             | المركز الدولي لتسوية المنازعات الاستشارية | 22 أبريل 1993       | 28 يناير 1967       |
|             | وكالة الفضاء الأوروبية                    | ?                   | ?                   |
|             | وكالة ضمان الاستثمار متعدد الأطراف        | 1993                | 12 أبريل 1988       |
|             | نظام تحكم تكنولوجيا القذائف               | 1998                | 1991                |
|             | يونسكو                                    | 22 فبراير 1993      | 23 يناير 1950       |

## أعلام
هذه قائمة لبعض الشخصيات التي تربطها علاقات بالبلدين:
- أندرياس باليكا (لاعب كرة يد سويدي، 10 يوليو 1986[31] – )
- أولوف سكوتكونونغ (980 – 1022[32])
- إليزابيث ريتشيزا من بولندا (1 سبتمبر 1286 – 18 أكتوبر 1335)
- بولينا بوريزكوفا (9 أبريل 1965[33] – )
- توفا نوفوتني (ممثلة سويدية، 21 ديسمبر 1979[34] – )

## وصلات خارجية
- موقع وزارة الخارجية التشيكية
- موقع وزارة الخارجية السويدية